# Irán en la Copa Mundial de Fútbol de 2014
La selección de Irán fue una de las 32 selecciones que participó en la Copa Mundial de Fútbol de 2014. Esta fue su cuarta participación en mundiales y primera desde Alemania 2006.
La delegación iraní arribó a Brasil el 2 de junio siendo la segunda en hacerlo después de Australia, los asiáticos aterrizaron en el Aeropuerto Internacional de São Paulo-Guarulhos y de ahí se dirigieron a su campamento base en el Centro de entrenamiento Joaquim Grava.

## Clasificación
Irán comenzó su participación en la Segunda ronda de las eliminatorias de la AFC por estar ubicado en el séptimo puesto del ranking de la Confederación Asiática al inicio de la competición.
El sorteo determinó que en la Segunda ronda Irán quedase emparejada con la Selección de Maldivas. Irán ejerció de local el primer partido y cinco días después visitó a Maldivas en Malé, se clasificó a la tercera ronda ganando ambos partidos y con un marcador global de 5 - 0.
En la Tercera ronda quedó enmarcada en el grupo E junto a Catar, Baréin e Indonesia terminó en primer lugar y se clasificó para la Cuarta ronda de las eliminatorias. En esta instancia compartió el grupo A con Corea del Sur, Uzbekistán, Catar y Líbano. En la última fecha Irán derrotó como visitante a Corea del Sur arrebatándole el primer lugar del grupo y clasificándose a Brasil 2014.

### Segunda ronda
| Fecha               | Lugar   |          |                         | Resultado |                         |          |
| ------------------- | ------- | -------- | ----------------------- | --------- | ----------------------- | -------- |
| 23 de julio de 2011 | Teherán | Irán     | Bandera de Irán         | 4:0 (1:0) | Bandera de las Maldivas | Maldivas |
| 28 de julio de 2011 | Malé    | Maldivas | Bandera de las Maldivas | 0:1 (0:1) | Bandera de Irán         | Irán     |

### Tercera ronda
| Equipo    | Pts | PJ | PG | PE | PP | GF | GC | Dif |
| --------- | --- | -- | -- | -- | -- | -- | -- | --- |
| Irán      | 12  | 6  | 3  | 3  | 0  | 17 | 5  | 12  |
| Catar     | 10  | 6  | 2  | 4  | 0  | 10 | 5  | 5   |
| Baréin    | 9   | 6  | 2  | 3  | 1  | 13 | 7  | 6   |
| Indonesia | 0   | 6  | 0  | 0  | 6  | 3  | 26 | -23 |

| Fecha                   | Lugar   |           |                      | Resultado |                      |           |
| ----------------------- | ------- | --------- | -------------------- | --------- | -------------------- | --------- |
| 2 de septiembre de 2011 | Teherán | Irán      | Bandera de Irán      | 3:0 (0:0) | Bandera de Indonesia | Indonesia |
| 6 de septiembre de 2011 | Doha    | Catar     | Bandera de Catar     | 1:1 (0:0) | Bandera de Irán      | Irán      |
| 11 de octubre de 2011   | Teherán | Irán      | Bandera de Irán      | 6:0 (3:0) | Bandera de Baréin    | Baréin    |
| 11 de noviembre de 2011 | Manama  | Baréin    | Bandera de Baréin    | 1:1 (1:0) | Bandera de Irán      | Irán      |
| 15 de noviembre de 2011 | Yakarta | Indonesia | Bandera de Indonesia | 1:4 (1:3) | Bandera de Irán      | Irán      |
| 29 de febrero de 2012   | Teherán | Irán      | Bandera de Irán      | 2:2 (1:1) | Bandera de Catar     | Catar     |

### Cuarta ronda
| Equipo        | Pts | PJ | PG | PE | PP | GF | GC | Dif |
| ------------- | --- | -- | -- | -- | -- | -- | -- | --- |
| Irán          | 16  | 8  | 5  | 1  | 2  | 8  | 2  | 6   |
| Corea del Sur | 14  | 8  | 4  | 2  | 2  | 13 | 7  | 6   |
| Uzbekistán    | 14  | 8  | 4  | 2  | 2  | 11 | 6  | 5   |
| Catar         | 7   | 8  | 2  | 1  | 5  | 5  | 13 | -8  |
| Líbano        | 5   | 8  | 1  | 2  | 5  | 3  | 12 | -9  |

| Fecha                    | Lugar    |               |                          | Resultado |                          |               |
| ------------------------ | -------- | ------------- | ------------------------ | --------- | ------------------------ | ------------- |
| 3 de junio de 2012       | Tashkent | Uzbekistán    | Bandera de Uzbekistán    | 0:1 (0:0) | Bandera de Irán          | Irán          |
| 12 de junio de 2012      | Teherán  | Irán          | Bandera de Irán          | 0:0       | Bandera de Catar         | Catar         |
| 11 de septiembre de 2012 | Beirut   | Líbano        | Bandera de Líbano        | 1:0 (1:0) | Bandera de Irán          | Irán          |
| 16 de octubre de 2012    | Teherán  | Irán          | Bandera de Irán          | 1:0 (0:0) | Bandera de Corea del Sur | Corea del Sur |
| 14 de noviembre de 2012  | Teherán  | Irán          | Bandera de Irán          | 0:1 (0:0) | Bandera de Uzbekistán    | Uzbekistán    |
| 4 de junio de 2013       | Doha     | Catar         | Bandera de Catar         | 0:1 (0:0) | Bandera de Irán          | Irán          |
| 11 de junio de 2013      | Teherán  | Irán          | Bandera de Irán          | 4:0 (2:0) | Bandera de Líbano        | Líbano        |
| 18 de junio de 2013      | Ulsan    | Corea del Sur | Bandera de Corea del Sur | 0:1 (0:0) | Bandera de Irán          | Irán          |

### Goleadores
| Jugador                  | Goles | PJ |
| ------------------------ | ----- | -- |
| Javad Nekounam           | 6     | 14 |
| Reza Ghoochannejhad      | 3     | 5  |
| Mojtaba Jabbari          | 3     | 8  |
| Karim Ansari             | 3     | 10 |
| Mohammad Reza Khalatbari | 3     | 15 |
| Ashkan Dejagah           | 2     | 4  |
| Gholamreza Rezaei        | 2     | 8  |
| Hadi Aghili              | 2     | 10 |
| Andranik Timotian        | 2     | 12 |
| Saeid Daghighi           | 1     | 1  |
| Milad Meydavoudi         | 1     | 3  |
| Ali Karimi               | 1     | 8  |
| Seyed Hosseini           | 1     | 15 |

## Preparación

### Campamento base
En diciembre de 2013 el Comité Ejecutivo Paulista de la Copa Mundial confirmó al municipio de Guarulhos, en el estado de São Paulo, como sede del campamento base de la selección de Irán durante su participación en el certamen mundialista. La selección asiática se hospedará en el Hotel Caesar Park, a 5 km del Aeropuerto Internacional de São Paulo-Guarulhos en el distrito de Cumbica, mientras que los entrenamientos los realizará en el Centro de entrenamiento Joaquim Grava, propiedad del club Corinthians e inaugurado en el año 2010. Ambos emplazamientos se encuentran distanciados 14 km entre sí.

### Amistosos previos
| 5 de marzo de 2014 | Irán               | 1:2 (0:2) | Guinea                    | Estadio Azadi, Teherán, Irán       |                                    |
|                    | Ghoochannejhad 55' | Reporte   | Constant 34' · Traoré 37' | Árbitro(s): Mohammad Reza Akbarian | Árbitro(s): Mohammad Reza Akbarian |

| 18 de mayo de 2014 | Irán | 0:0     | Bielorrusia | Franz Fekete Stadium, Kapfenberg, Austria               |                                                         |
|                    |      | Reporte |             | Asistencia: 700 espectadores Árbitro(s): Markus Hameter | Asistencia: 700 espectadores Árbitro(s): Markus Hameter |

| 26 de mayo de 2014 | Montenegro | 0:0     | Irán | Stadion Hartberg, Hartberg, Austria                    |                                                        |
|                    |            | Reporte |      | Asistencia: 1,000 espectadores Árbitro(s): Rene Eisner | Asistencia: 1,000 espectadores Árbitro(s): Rene Eisner |

| 30 de mayo de 2014 | Irán           | 1:1 (0:1) | Angola    | Stadion Hartberg, Hartberg, Austria                       |                                                           |
|                    | Ansarifard 56' | Reporte   | Silva 42' | Asistencia: 800 espectadores Árbitro(s): Alexander Harkam | Asistencia: 800 espectadores Árbitro(s): Alexander Harkam |

| 8 de junio de 2014 | Trinidad y Tobago | 0:2 (0:1) | Irán | Arena Corinthians, São Paulo, Brasil |  |

## Lista de jugadores
El 5 de mayo de 2014 Carlos Queiroz, entrenador de la selección iraní, anunció la lista provisional de 28 jugadores convocados para iniciar la preparación para el mundial. Más tarde, el 13 de mayo, Queiroz amplió la lista provisional a 30 jugadores para enviar a la FIFA sumando a Alireza Beiranvand y Reza Norouzi ambos del club Naft Tehran. Finalmente el 1 de junio Queiroz anunció la nómina definitiva de los 23 jugadores más una reserva.
| #     | Nombre               | Posición       | Edad           | PJ Sel         | G              | Club                   |
| ----- | -------------------- | -------------- | -------------- | -------------- | -------------- | ---------------------- |
| 1     | Rahman Ahmadi        | Portero        | -              | -              | -              | Sepahan                |
| 2     | Khosro Heydari       | Delantero      | -              | -              | -              | Esteghlal              |
| 3     | Ehsan Hajsafi        | Centrocampista | -              | -              | -              | Sepahan                |
| 4     | Jalal Hosseini       | Defensa        | -              | -              | -              | Persépolis             |
| 5     | Amir Hossein Sadeghi | Defensa        | -              | -              | -              | Esteghlal              |
| 6     | Javad Nekounam       | Centrocampista | -              | -              | -              | Al-Kuwait              |
| 7     | Masoud Shojaei       | Delantero      | -              | -              | -              | Las Palmas             |
| 8     | Reza Haghighi        | Centrocampista | -              | -              | -              | Persépolis             |
| 9     | Alireza Jahanbakhsh  | Delantero      | -              | -              | -              | NEC                    |
| 10    | Karim Ansarifard     | Delantero      | -              | -              | -              | Persépolis             |
| 11    | Ghasem Hadadifar     | Centrocampista | -              | -              | -              | Zob Ahan               |
| 12    | Alireza Haghighi     | Portero        | -              | -              | -              | Sporting Covilhã       |
| 13    | Hossein Mahini       | Defensa        | -              | -              | -              | Persépolis             |
| 14    | Andranik Teymourian  | Centrocampista | -              | -              | -              | Esteghlal              |
| 15    | Pejman Montazeri     | Defensa        | -              | -              | -              | Umm Salal              |
| 16    | Reza Ghoochannejhad  | Delantero      | -              | -              | -              | Charlton Athletic      |
| 17    | Ahmad Alenemeh       | Defensa        | -              | -              | -              | Naft Tehran            |
| 18    | Bakhtiar Rahmani     | Centrocampista | -              | -              | -              | Foolad                 |
| 19    | Hashem Beikzadeh     | Defensa        | -              | -              | -              | Esteghlal              |
| 20    | Steven Beitashour    | Defensa        | -              | -              | -              | Vancouver Whitecaps    |
| 21    | Ashkan Dejagah       | Delantero      | -              | -              | -              | Fulham                 |
| 22    | Daniel Davari        | Portero        | -              | -              | -              | Eintracht Braunschweig |
| 23    | Mehrdad Pouladi      | Defensa        | -              | -              | -              | Persépolis             |
| D. T. | Carlos Queiroz       | Carlos Queiroz | Carlos Queiroz | Carlos Queiroz | Carlos Queiroz | Carlos Queiroz         |

Los siguientes jugadores fueron incluidos en la lista provisional de 30 convocados que la Federación de Fútbol de la República Islámica de Irán envió a la FIFA, pero no formaron parte de la nómina definitiva de 23 jugadores elaborada por Carlos Queiroz. El portero Alireza Beiranvand y el delantero Reza Norouzi fueron añadidos a la lista inicial de 28 con el fin de completar la lista provisional de 30, mientras que el defensa Mohammad Reza Khanzadeh viajó Brasil con la delegación iraní como posible reemplazante de Hashem Beikzadeh en caso no se recupere de una lesión. El resto de jugadores fueron descartados por Queiroz antes de presentar la nómina definitiva de 23.
| Nombre                   | Posición  | Edad | PJ Sel | G | Club        |
| ------------------------ | --------- | ---- | ------ | - | ----------- |
| Sosha Makani             | Portero   | -    | -      | - | Foolad      |
| Alireza Beiranvand       | Portero   | -    | -      | - | Naft Tehran |
| Mohammad Reza Khanzadeh  | Defensa   | -    | -      | - | Zob Ahan    |
| Mohammad Reza Khalatbari | Delantero | -    | -      | - | Persépolis  |
| Mehdi Sharifi            | Delantero | -    | -      | - | Sepahan     |
| Sardar Azmoun            | Delantero | -    | -      | - | Rubin Kazán |
| Reza Norouzi             | Delantero | -    | -      | - | Naft Tehran |

## Participación

### Grupo F
| Equipo               | Pts | PJ | PG | PE | PP | GF | GC | Dif |
| -------------------- | --- | -- | -- | -- | -- | -- | -- | --- |
| Argentina            | 9   | 3  | 3  | 0  | 0  | 6  | 3  | 3   |
| Nigeria              | 4   | 3  | 1  | 2  | 0  | 3  | 3  | 0   |
| Bosnia y Herzegovina | 3   | 3  | 1  | 0  | 2  | 4  | 4  | 0   |
| Irán                 | 1   | 3  | 0  | 1  | 2  | 1  | 4  | -3  |

| 16 de junio de 2014, 16:00 | Irán | 0:0     | Nigeria | Estadio «Arena da Baixada», Curitiba |                         |
|                            |      | Reporte |         | Árbitro(s): Carlos Vera              | Árbitro(s): Carlos Vera |

| 21 de junio de 2014, 13:00 | Argentina | 1:0 (0:0) | Irán | Estadio «Mineirão», Belo Horizonte |                           |
|                            | Messi 90' | Reporte   |      | Árbitro(s): Milorad Mažic          | Árbitro(s): Milorad Mažic |

| 25 de junio de 2014, 13:00 | Bosnia y Herzegovina                   | 3:1 (1:0) | Irán               | Arena Fonte Nova, Salvador |                            |
|                            | Džeko 22' · Pjanić 58' · Vršajević 82' | Reporte   | Ghoochannejhad 81' | Árbitro(s): Carlos Velasco | Árbitro(s): Carlos Velasco |

## Estadísticas

### Participación de jugadores
| # | Pos | Jugador | PJ | Minutos Jugados | Goles | Asistencias | Tarjetas Amarillas | Doble Tarjeta Amarilla y Roja | Tarjetas Rojas |
| - | --- | ------- | -- | --------------- | ----- | ----------- | ------------------ | ----------------------------- | -------------- |
| - | -   | -       | -  | -               | -     | -           | -                  | -                             | -              |
| - | -   | -       | -  | -               | -     | -           | -                  | -                             | -              |
| - | -   | -       | -  | -               | -     | -           | -                  | -                             | -              |
| - | -   | -       | -  | -               | -     | -           | -                  | -                             | -              |
| - | -   | -       | -  | -               | -     | -           | -                  | -                             | -              |
| - | -   | -       | -  | -               | -     | -           | -                  | -                             | -              |
| - | -   | -       | -  | -               | -     | -           | -                  | -                             | -              |
| - | -   | -       | -  | -               | -     | -           | -                  | -                             | -              |
| - | -   | -       | -  | -               | -     | -           | -                  | -                             | -              |
| - | -   | -       | -  | -               | -     | -           | -                  | -                             | -              |
| - | -   | -       | -  | -               | -     | -           | -                  | -                             | -              |
| - | -   | -       | -  | -               | -     | -           | -                  | -                             | -              |
| - | -   | -       | -  | -               | -     | -           | -                  | -                             | -              |
| - | -   | -       | -  | -               | -     | -           | -                  | -                             | -              |
| - | -   | -       | -  | -               | -     | -           | -                  | -                             | -              |
| - | -   | -       | -  | -               | -     | -           | -                  | -                             | -              |
| - | -   | -       | -  | -               | -     | -           | -                  | -                             | -              |
| - | -   | -       | -  | -               | -     | -           | -                  | -                             | -              |

| # | Pos        | Jugador | PJ | Minutos Jugados | Goles recibidos | Atajos | Tarjetas Amarillas | Doble Tarjeta Amarilla y Roja | Tarjetas Rojas |
| - | ---------- | ------- | -- | --------------- | --------------- | ------ | ------------------ | ----------------------------- | -------------- |
| 1 | Guardameta | -       | -  | -               | -               | -      | -                  | -                             | -              |
| - | Guardameta | -       | -  | -               | -               | -      | -                  | -                             | -              |
| - | Guardameta | -       | -  | -               | -               | -      | -                  | -                             | -              |